# Influencer

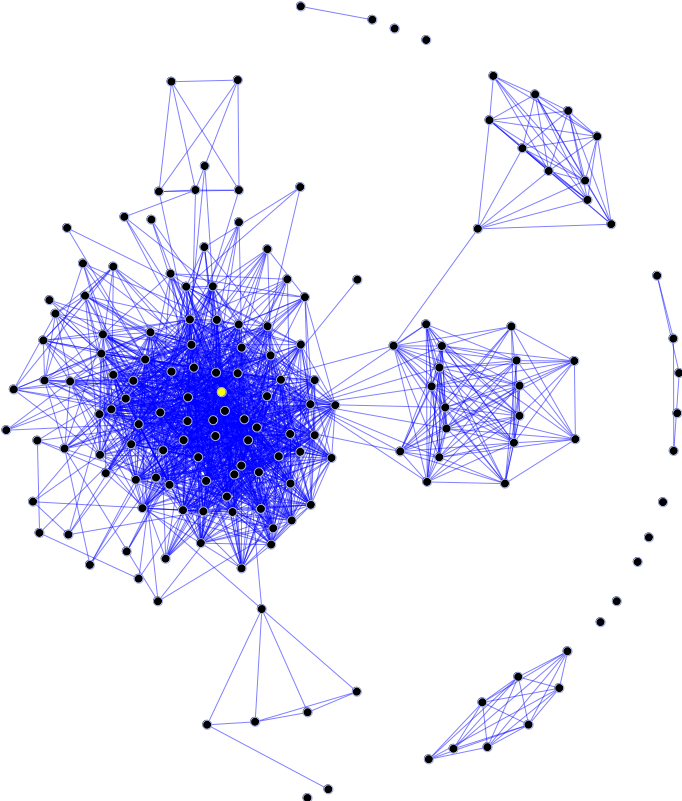
Schemat kontaktów w sieci społecznościowej. Węzeł zaznaczony na żółto jest potencjalnym influencerem.

Influencer (ang. influence „wpływ”;  łac. influentia „wpływ” od influere „wpływać”, in „w” i fluere „płynąć”) – w świecie mediów społecznościowych osoba wpływowa, która dzięki swojemu zasięgowi jest w stanie oddziaływać na ludzi, z którymi nawiązuje trwałe relacje. Często tym terminem określa się twórców internetowych o znacznym rozgłosie, którzy posiadają znaczne grono odbiorców. Osoby tego rodzaju bywają wykorzystywane w ramach kampanii marketingowych, ponieważ potrafią umiejętnie wpływać na zachowania internautów. Influencerzy koncentrują się często na pewnej ustalonej tematyce. Publikują recenzje produktów lub artykuły informacyjne, w zamian za możliwość wypróbowania danego towaru albo bonus finansowy ze strony partnera.
Pojęciem bliskim lub tożsamym jest „lider opinii”. 

## Historia

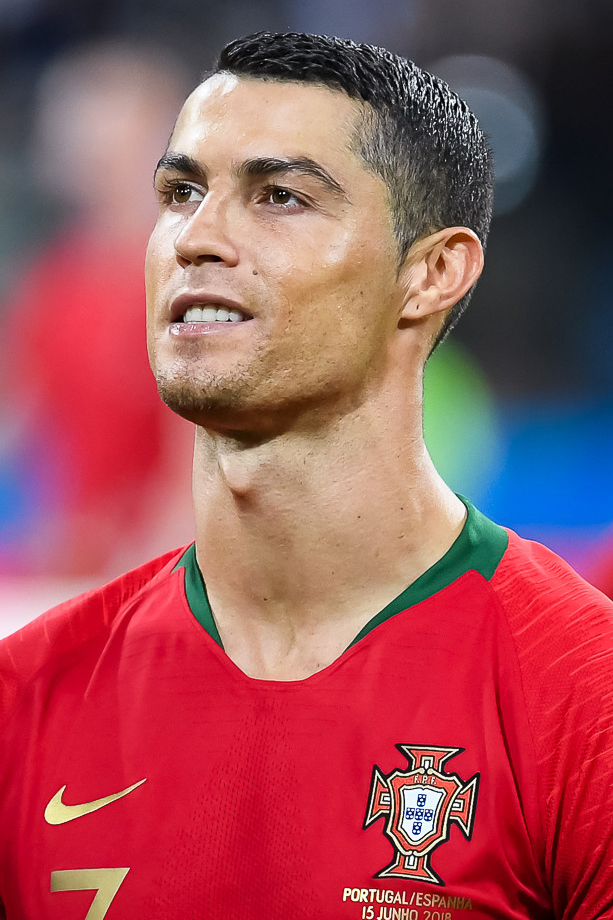
Cristiano Ronaldo, osoba z największą liczbą obserwujących na Instagramie (ponad 0,5 mld)

Początki określenia „influencer” sięgają roku 2001, w którym opublikowana została książka Wywieranie wpływu na ludzi. Teoria i praktyka autorstwa Roberta Cialdiniego – amerykańskiego psychologa i ekonomisty. Autor wymienił w niej sześć cech oddziałujących na wpływ, takich jak: autorytet społeczny, wiarygodność, oddanie i konsekwentne działanie. Cechy te w przyszłości znalazły odzwierciedlenie w działaniach marketingowych z udziałem Influencerów realizowanych - za pośrednictwem mediów społecznościowych.
Wcześniej zbliżonym pojęciem były it-girls, które wyznaczały trendy, bywały i nadawały ton. Nazwa pochodziła od aktorki Clary Bow, która zdobyła popularność dzięki filmowi It (1927).

## Influencer marketing
Influencer marketing jest to forma marketingu, w której reklamodawcy lub przedstawiciele marek nawiązują współpracę z influencerami, i za ich pośrednictwem reklamują swoje usługi w mediach społecznościowych. Influencer marketing od klasycznej strategii reklamowej, w której znana osoba poleca produkt lub usługę, różni się sposobem komunikowania. W przypadku influencer marketingu reklama produktu zawarta jest w materiałach tworzonych przez influencera i często nie odbiega od regularnie tworzonych przez niego treści.

## Skuteczność
Wykorzystanie influencer marketingu w kampaniach promocyjnych za pośrednictwem mediów społecznościowych przynosi efekty ze względu na zaufanie, jakim użytkownicy darzą obserwowanych influencerów. Media społecznościowe stwarzają możliwość zdobycia szerokiego grona odbiorców bez konieczności przynależności do profesjonalnego środowiska rozrywkowego, przemysłu muzycznego lub świata mody. Dzięki temu użytkownicy czują, że też mogą odnieść sukces w mediach społecznościowych, a to przekłada się na sposób, w jaki postrzegają influencerów – jako równych sobie i w efekcie dążą do naśladowania ich zachowań.

## Podział influencerów

### Ze względu na liczbę odbiorców[13]
- Mikroinfluencerzy – od 1000 do 100 000 odbiorców (w tym przedziale wyróżnia się także kategorię nanoinfluencerów – od 1000 do 10 000 odbiorców).
- Makroinfluencerzy – od 100 000 do 1 000 000 odbiorców.
- Megainfluencerzy – ponad 1 000 000 odbiorców.

### Ze względu na treści przyciągające odbiorców[14]
- Idole – fanów przyciąga ich osobowość i charyzma.
- Eksperci – przyciągają wiedzą na określony temat.
- Lifestylerzy – poruszają tematy takie jak: moda, uroda, wolny czas.
- Aktywiści – poruszają tematy społeczne, polityczne lub gospodarcze.
- Artyści – prezentowane przez nich treści to głównie materiały wizualne przyciągające swoją estetyką.

## Krytyka
Badanie SW Research z kwietnia 2022 wykazało, że zawód influencera jest jednym z najgorzej społecznie poważanych zawodów w Polsce; jedynie 16% badanych poważało influencerów jako wykonywaną profesję. Reportaż portalu Spider’s Web z sierpnia 2022 roku wykazywał liczne patologie zawodu, między innymi promowanie bezwartościowych treści, pogoń za sukcesem bez skrupułów moralnych i opieranie swej popularności na skandalach. Portal podawał, że okres gwałtownej popularności influencerów przypada przeciętnie na 1,5 roku od początku działalności, po czym zazwyczaj tracą oni sławę i źródło dochodu.